# 雨晴海岸
座標: 北緯36度49分40.7秒 東経137度1分7.4秒 / 北緯36.827972度 東経137.018722度

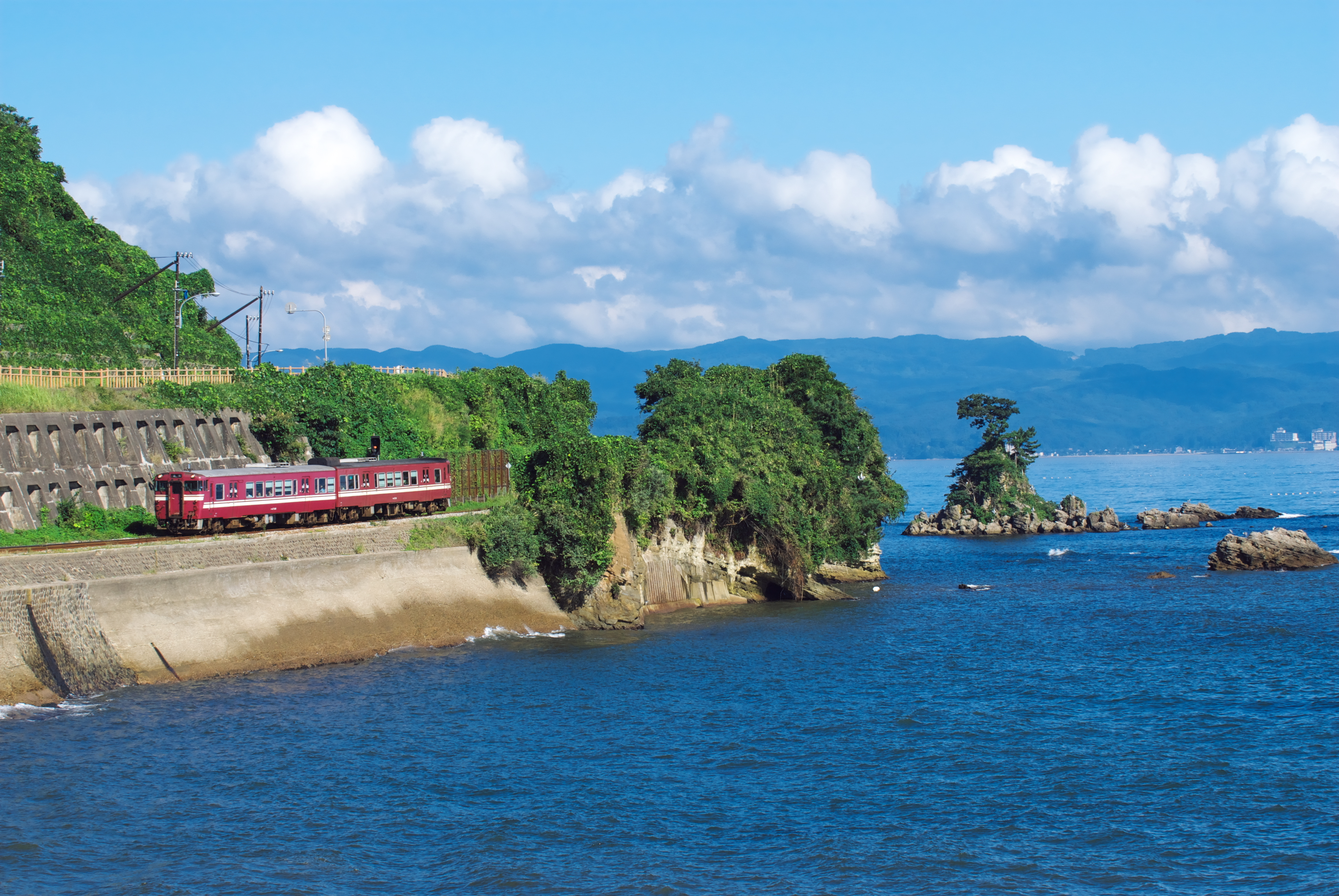
氷見線と雨晴海岸

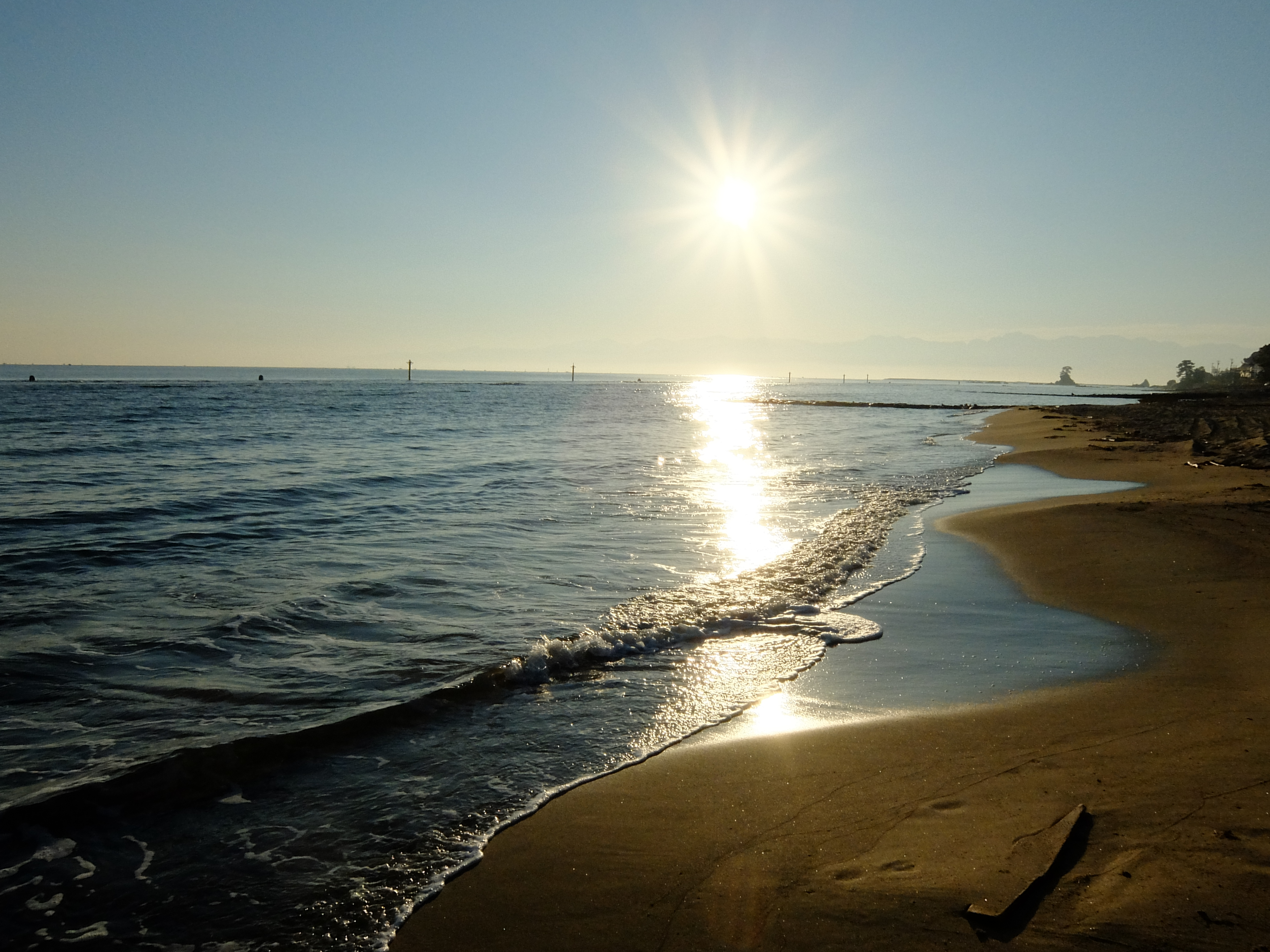
雨晴海岸の日の出 立山連峰がうっすらと見える

雨晴海岸（あまはらしかいがん）は、富山県高岡市北部の海岸。能登半島国定公園に含まれ、日本の渚百選に選ばれている。

## 概要
晴れた日には富山湾越しに立山連峰の3,000 m級の山々を望むことができ、景勝地として人気がある。冬季は日本海のけあらしや元旦の初日の出のために多くのカメラマンや見物客が集まる。
高岡市と氷見市を結ぶJR氷見線の越中国分 - 雨晴間はほぼ海岸線のすぐ横を通るため、車窓からの眺めもよく、列車の撮影ポイントとして鉄道ファンにも人気があり、青春18きっぷの販促ポスターに採用されたこともある。
2014年（平成26年）には雨晴海岸を含む富山湾が世界で最も美しい湾クラブに加盟した。
富山県指定の「氷見海岸鳥獣保護区」の一部として鳥獣保護区にもなっている。

## 地理
雨晴海岸付近は男岩や女岩をはじめとする小さな島や岩礁が多く、立山連峰を背景に望む景勝地である。
雨晴駅の近くには「雨を晴らした」という地名の由来となった義経伝説が残る義経岩がある。

## 撮影
- ヨルシカ「ただ君に晴れ」（2018年、アルバム『負け犬にアンコールはいらない』収録）ミュージックビデオ
- 新幹線開業富山県PRとやまde踊ってみたプロジェクト